# República Popular China en los Juegos Olímpicos de Los Ángeles 1984
La República Popular China estuvo representada en los Juegos Olímpicos de Los Ángeles 1984 por un total de 215 deportistas, 132 hombres y 83 mujeres, que compitieron en 19 deportes.
El portador de la bandera en la ceremonia de apertura fue el jugador de baloncesto Wang Libin.

## Medallistas
El equipo olímpico chino obtuvo las siguientes medallas:
| Nombre                                                           | Deporte       | Competición                     |
| ---------------------------------------------------------------- | ------------- | ------------------------------- |
| Oro                                                              |               |                                 |
| Luan Jujie                                                       | Esgrima       | Florete ind. F                  |
| Li Ning                                                          | Gimnasia      | Suelo M                         |
| Li Ning                                                          | Gimnasia      | Caballo con arcos M             |
| Li Ning                                                          | Gimnasia      | Anillas M                       |
| Lou Yun                                                          | Gimnasia      | Salto de potro M                |
| Ma Yanhong                                                       | Gimnasia      | Barras asimétricas F            |
| Zeng Guoqiang                                                    | Halterofilia  | 52 kg M                         |
| Wu Shude                                                         | Halterofilia  | 56 kg M                         |
| Chen Weiqiang                                                    | Halterofilia  | 60 kg M                         |
| Yao Jingyuan                                                     | Halterofilia  | 67,5 kg M                       |
| Zhou Jihong                                                      | Saltos        | Plataforma 10 m F               |
| Xu Haifeng                                                       | Tiro          | Pistola 50 m M                  |
| Li Yuwei                                                         | Tiro          | Blanco móvil 10 m M             |
| Wu Xiaoxuan                                                      | Tiro          | Rifle en tres posiciones 50 m F |
| Equipo                                                           | Voleibol      | Torneo F                        |
| Plata                                                            |               |                                 |
| Lou Yun                                                          | Gimnasia      | Suelo M                         |
| Li Ning                                                          | Gimnasia      | Salto de potro M                |
| Tong Fei                                                         | Gimnasia      | Barra fija M                    |
| Li Ning Tong Fei Xu Zhiqiang Lou Yun Li Xiaoping Li Yuejiu       | Gimnasia      | Concurso completo por eqs. M    |
| Zhou Peishun                                                     | Halterofilia  | 52 kg M                         |
| Lai Runming                                                      | Halterofilia  | 56 kg M                         |
| Li Lingjuan                                                      | Tiro con arco | Individual F                    |
| Tan Liangde                                                      | Saltos        | Trampolín 3 m M                 |
| Bronce                                                           |               |                                 |
| Zhu Jianhua                                                      | Atletismo     | Salto de altura M               |
| Equipo                                                           | Baloncesto    | Torneo F                        |
| Equipo                                                           | Balonmano     | Torneo F                        |
| Li Ning                                                          | Gimnasia      | Concurso completo ind. M        |
| Ma Yanhong Wu Jiani Zhou Ping Chen Yongyan Zhou Qiurui Huang Qun | Gimnasia      | Concurso completo por eqs. F    |
| Li Kongzheng                                                     | Saltos        | Plataforma 10 m M               |
| Wang Yifu                                                        | Tiro          | Pistola 50 m M                  |
| Huang Shiping                                                    | Tiro          | Blanco móvil 10 m M             |
| Wu Xiaoxuan                                                      | Tiro          | Rifle de aire 10 m F            |